# Carlos Julio Arosemena Tola
Carlos Julio Arosemena Tola (Guayaquil, 12 de abril de 1888-Guayaquil, 20 de febrero de 1952) fue un político y banquero ecuatoriano, Presidente del Ecuador entre el 16 de septiembre de 1947 hasta el 1 de septiembre de 1948.

## Biografía
Carlos Julio Arosemena Tola nació en Guayaquil el 20 de abril de 1888. Fue fundador del Banco de Descuento en Guayaquil en 1920, siendo su Gerente hasta el 20 de febrero de 1952. Director principal de la Junta de Beneficencia de Guayaquil, Presidente de LEA, Director Ejecutivo del Comité de vialidad del Guayas.

### Matrimonio y descendencia
El 30 de diciembre de 1915 contrajo matrimonio con Laura Monroy Garaycoa, una joven diez años menor a él y que era bisnieta del héroe independentista Lorenzo de Garaycoa. La pareja tendría una larga progenie, con siete hijos a saber:
- María Laura Arosemena Monroy. Casada con Carlos Gangotena y Fernández Salvador, con descendencia.
- Leticia Arosemena Monroy. Casada con Guillermo José Arosemena Coronel, con descendencia.
- María de Jesús Arosemena Monroy. Casada con José Arosemena Coronel, con descendencia.
- Carlos Julio Arosemena Monroy. Casado con Gladys Peet Landin, con descendencia.
- Eduardo Arosemena Monroy. Casado con Genoveva Gómez Lince, con descendencia.
- Gustavo Arosemena Monroy. Casado con Violeta Baquerizo Puga, con descendencia.
- Beatriz Graciela Arosemena Monroy. Casada con Juan José Orrantia González, con descendencia.

Su hijo Carlos Julio también fue elegido presidente de la República. Mientras que uno de sus sobrinos, Otto Arosemena Gómez, ejerció el mismo cargo años después.

## Presidencia

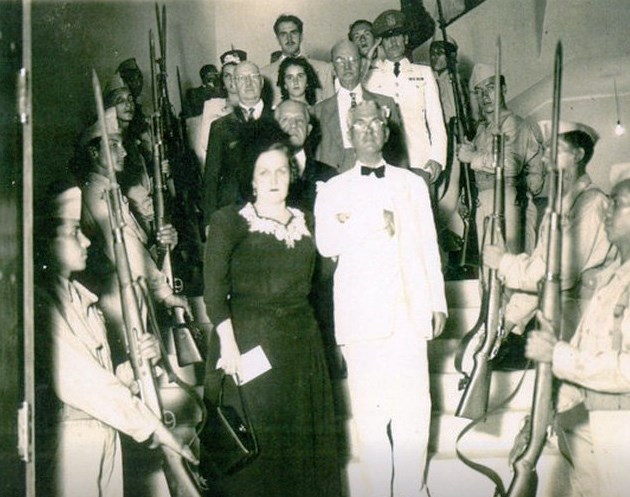
El Presidente Arosemena Tola junto a su esposa hacia el año 1940.

Asumió el poder durante una crisis política, al haber sido derrocado José María Velasco Ibarra por Carlos Mancheno, quien no ejerció el poder por mucho tiempo por presiones del Alto Mando Militar, quienes favorecieron el orden constitucional, entregando el poder a Mariano Suárez Veintimilla, al ser Vicepresidente de Velasco Ibarra, quien convocó inmediatamente un Congreso Extraordinario para elegir al nuevo presidente y vicepresidente, resultando electo constitucionalmente como vicepresidente, pero asumiendo inmediatamente como Presidente Constitucional, según lo que dictaminaba la Constitución de la época, al presentarle su renuncia Mariano Suárez inmediatamente luego de su posesión. Fue elegido el mismo día José Rafael Bustamante como Vicepresidente.
El presidente y el vicepresidente se complementaban entre sí: buen juicio y equilibrio eran el fuerte de Arosemena Tola, convicciones de libertad y talento natural eran el fuerte de Bustamante. Ambos se impusieron la tarea de fomentar la apertura a lo internacional, adaptar la economía a la situación mundial de la postguerra y combatir el canibalismo político. El Gobierno de Arosemena Tola se mostró coherente con su origen burgués, con el espíritu cosmopolita de la clase alta guayaquileña y con el creciente influjo de los Estados Unidos, el gran vencedor occidental en la Segunda Guerra: Arosemena rompió relaciones con la Unión Soviética, suscribió la Carta de la Organización de los Estados Americanos e inauguró la Primera Conferencia Económica Gran Colombiana, cuyo documento final, la Carta de Quito, fue el antecedente de lo que se llamaría Pacto Andino.
Arosemena Tola promulgó el 13 de marzo de 1948 la Ley de Régimen Monetario, sustitutiva de la Orgánica del Banco Central. La nueva ley puso el Banco Central bajo la dirección de Junta Monetaria que debía diseñar la política monetaria, crediticia y cambiaria. Dispuso que la producción nacional respalde a la moneda y que las reservas de oro sirvan para determinar la paridad internacional del sucre. Esta ley, asesorada por la Misión Triffin del Fondo Monetario Internacional, respondía a las condiciones de la economía de postguerra. 

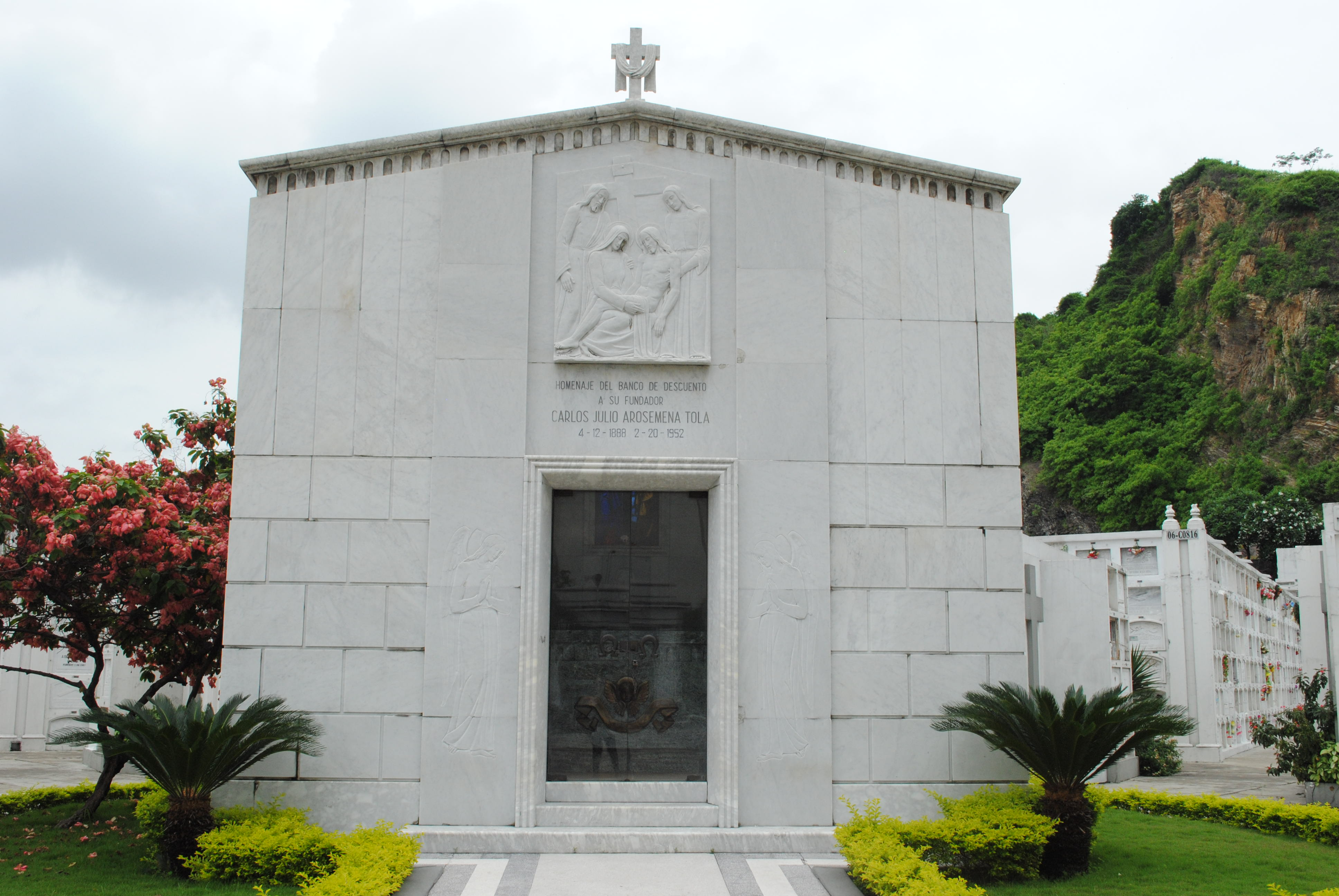
Mausoleo en el cementerio de Guayaquil

La tarea de combatir el canibalismo fue puesta a prueba en la campaña presidencial que el Gobierno preparó con cuidado. Pudo ya operar el Tribunal Supremo Electoral (TSE), autónomo respecto del ministerio de Gobierno. El TSE funcionó bien.